# 純情閃耀
《純情閃耀》，台灣緯來日本台以「櫻子」為名播出（日语：／ Junjō Kirari ?），是日本NHK2006年度上半年的晨間小說連續劇（第74部）。由宮崎葵主演。2006年4月3日至9月30日播出，是NHK開播80週年紀念節目。

## 概要
原作是女作家津島佑子的小說《火之山—山猿記》，編劇是淺野妙子。主要的舞台是在愛知縣岡崎市，是首部將舞台設定在愛知縣的晨間小說連續劇，也是自1999年（平成11年）的《鈴蘭》以來首次將劇情的主要時代背景設在太平洋戰爭時期。
主演是宮崎葵，憑藉此劇的優異表現人氣急升，2008年更成為首位單獨主演NHK大河劇（《篤姬》）的晨間劇出身演員。
劇集一開始的收視率非常低迷。初回收視率關東地區僅有17.7%（史上第5低），關西地區更加只有14.6%（當時史上最低）。但是隨著劇情的深入，收視率穩步上升，關東的收視率每週都有19%～20%。至劇集後段，更是有五個星期成為當週關東收視冠軍。最終，關東平均收視率高達19.4%。

## 劇情
有森櫻子（宮崎葵 飾）出生於味噌的故鄉愛知縣岡崎市，由父親有森源一郎（三浦友和 飾）一手帶大。生性好強，性格活潑的櫻子，自小喜歡鋼琴，雖然她沒有很好的音樂天賦，也沒有高超的造詣，但彈琴對於她而言是最快樂的事。為了追求鋼琴的夢想，櫻子16歲時不顧家人反對離鄉赴京求學。求學過程中，儘管遇到很多挫折，但是她從不認輸。
不久第二次世界大戰打響，在青梅竹馬松井達彥（福士誠治 飾）從軍前，她和達彥的愛情終於獲得認可，舉行了訂婚儀式。戰爭年間，尚未正式過門的櫻子盡心幫助松井家打理家業，但是戰爭卻使櫻子不得不和她所愛的人們一個一個地分別。正當櫻子限於絕望之際，姐夫杉冬吾（西島秀俊 飾）的出現令她重拾對人生的信心。戰後，本來以為已經戰死的未婚夫達彥回到櫻子身邊，櫻子將達彥從戰爭陰霾中拉出來，兩人最終順利結婚。
婚後的櫻子被推薦舉行第一場個人音樂會，又發現自己懷有身孕，但同時又被告知患上結核……

## 製作
- 原案：津島佑子
  - 「火之山—山猿記 上」（講談社刊 ISBN 4062090902、ISBN 4062752964）
  - 「火之山—山猿記 下」（講談社刊 ISBN 4062090910、ISBN 4062752972）
- 編劇：淺野妙子
- 音樂：大島滿
  - 大提琴演奏：長谷川陽子
  - 長笛演奏：中川昌三、旭孝
  - 雙簧管演奏：庄司知史
  - 單簧管演奏：星野正
  - 法國號演奏：西條貴人、和田博史、五十嵐勉
  - 豎琴演奏：朝川朋之
  - 打擊樂器演奏：、
  - 弦樂器演奏：篠崎正嗣團隊
  - 鋼琴演奏：美野春樹
  - 吉他演奏：千代正行
  - 貝斯演奏：齊藤順
  - 拉丁打擊樂器演奏：川瀬正人
- 插曲：《夢想的羽翼》（夢の翼）

作詞：佐倉知里；作曲：大島滿；編曲：佐藤泰将；歌：新妻聖子
- 旁白：竹下景子（同時兼任飾演有森雅）
- 副音聲解說：江原正士
- 字幕映像：伊藤有壹
- 爵士樂監修：藤井英一
- 鋼琴、音樂指導：上野朋洋、湯川珠美
- 時代、風俗考証：天野隆子
- 軍事考証：寺田近雄
- 三河方言指導：倉橋悅子（本編出演）
- 津輕方言指導：佐藤文雄（本編出演）
- 薩克斯風指導：西村貴行
- 舞蹈指導：二森司
- 所作指導：中村又藏
- 醫療監修：青木正和
- 醫療指導：中村毅志夫
- 助產指導：大場奈奈子
- 看護指導：佐藤亦子
- 草笛指導：木下吹葉
- 料理指導：里見陽子
- 佛事指導：金嶽宗信
- 劇中繪畫、指導：松田一聰
- 動作：深作覺、村瀨良則
- 鋼琴演奏：湯川珠美、村田孝樹、吉井一摩、今西泰彥、上野朋洋
- 攝影協力：愛知縣岡崎市、千葉縣立房總之村、江戶東京建築園、東京都台東區、渡瀨電影委員會、栃木縣電影委員會、神奈川縣立音樂堂、東京藝術大學
- 資料提供：無言館、日比谷公會堂
- 製作統括：錢谷雅義
- 製作：管原浩
- 美術：荒井敬、西村薰、島津桃衣子、神林篤、奥野朝子
- 技術：川崎和彥、大沼雄次
- 音響效果：柳川起彥
- 編集：久松伊織
- 記録：小林澄枝
- 攝影：安藤清茂、杉山吉克、中村直史、富木雅人
- 照明：新藤利夫、牛尾裕一
- 音聲：渡邊曉夫、中村進一
- 影像技術：水元祐二、中澤一郎、武市寬之、真弓敬司、山田康一
- 美術進行：毛尾喜泰、川村裕一、萩原春樹、大野輝雄
- 導演：小松隆、田中健二／管原浩、海邊潔、福井充廣、岡本幸江、石塚嘉、大關正隆、松川博敬、熊野律時
- 製作·出品：NHK

## 演員陣容

### 有森家
有森（松井）櫻子 - 宮崎葵（少女時代 - 美山加戀）
主人公，有森家三女。性格開朗，充滿感性，嚮往自由。十分為家人著想。自小夢想成為鋼琴家，喜愛爵士樂和古典音樂，得意曲目有《Home, Sweet Home》、《St. Louis Blues》。後嫁予松井達彥，戰爭期間成為松井家的精神支柱。
有森（杉）笛子 - 寺島忍（少女時代 - 北乃紀伊）
櫻子的大姊，有森家長女。角色原型是原作者津島佑子的母親津島美知子（旧姓：石原）。母親去世後身兼母職照顧家人，性格剛烈，自尊心重。師範學校畢業後成為女校的教師。後為了與左翼畫家杉冬吾結婚而辭職。
有森（河原→有森→鈴村） 杏子 - 井川遥（少女時代 - 尾﨑千瑛）
櫻子的二姊，有森家次女。性格溫柔善良，常常支持櫻子的決定。為了幫助櫻子和勇太郎繼續進學而嫁予河原亮一，但遭受河原的家庭暴力，被有森家的家人阻止而離婚。離婚後，成為助產師，選擇了護士作為自己的終身志願。最終和退伍軍人鈴村浩樹結婚。
有森勇太郎 - 松澤傑（少年時代 - 佐野觀世）
櫻子的弟弟，有森家長男。先後就讀於八高（第八高等學校、現在的名古屋大學）、東京帝國大學物理學系（現在的東京大學），肩負著有森家一家的期待。自從父親去世後，成為有森家名義上的一家之主。
有森源一郎 - 三浦友和
櫻子的父親。有森家的一家之主。就讀東京帝國大學時，就和雅私奔結婚。後全家從東京遷往岡崎。愛好採集礦石和聽音樂，能理解櫻子的想法，常暗中支持櫻子的音樂夢。在一次颱風的救助活動中因山泥傾瀉而去世，去世前用巨額為櫻子買了一台鋼琴。
有森雅 - 竹下景子（同時擔任旁白）
櫻子的母親。生前是小學教師。在櫻子小時候就因患結核去世。在故事開始時雅已經去世，只在有森家回憶時才出現。
有森 （鮎川）磯 - 室井滋
櫻子的姑姑、源一郎的妹妹。自稱是「岡崎第一位摩登女性」，曾在東京銀座靠大款開了一家洋服店，但後來孩子被大款的大老婆帶走，磯傷心地來到岡崎寄居在哥哥一家。性格急迫，不會做家務，但是十分愛護自己的幾個侄兒。
沖田德治郎 - 八名信夫
櫻子的外公、雅的父親。八丁味噌藏元「山長」的原公頭，對味噌十分講究。典型的明治時代頑固父親。由於女兒曾跟隨源一郎私奔，因而和女婿源一郎之間存有很深的芥蒂。

### 八丁味噌藏元「山長」
松井達彥 - 福士誠治（少年時代 - 柳井宏輝；幼少時代 - 萩原駿行）
拓司和金的獨生子。從小就不打算繼續「山長」，而是執著地到東京音樂學校求學。父親去世後決心擔當起松井家的當家，放棄了喜愛的音樂繼承家業。被志趣相投的櫻子吸引，但兩人的愛情一直被母親阻撓。出徵前終於和櫻子訂婚。在戰場上身受重傷，以必死的覺悟給櫻子寫了遺書，使眾人都以為他大多已遇難。戰後返國和櫻子重逢，但自己的情緒卻被戰爭的殘酷，戰友的身亡籠罩著，經過櫻子的幫助，終於克服了心理障礙，重新面對人生。和櫻子成婚。
松井金 - 戶田惠子
「山長」東老闆娘，達彥的母親。聰明能幹，性格倔犟。非常以「山長」為豪，丈夫拓司在家中的地位被她壓得死死的。和有森磯是學生時代的同學兼好友，但兩人也時常發生爭拗。
松井拓司 - 村田雄浩
「山長」的主人、松井家的婿養子。身為入贅女婿，性格溫順，在妻子面前始終抬不起頭。默默地支持兒子的決定，對達彥上京持寬容態度，但一年後病逝。
松井輝一- 竹內龍之介
達彥和櫻子的兒子。患有結核的櫻子始終堅持把兒子生下來。
浦邊仙吉 - 鹽見三省
「山長」的公頭，德治郎的弟子。
野木山與一 - 德井優
「山長」的番頭。
高島清志 - 井坂俊哉（少年時代 - 村瀨継太）
「山長」的職人。暗戀櫻子。在達彥為了家業打算和表妹成婚時，果斷提醒達彥必須考慮櫻子的感受。戰爭期間也被徵往大陸作戰，戰爭途中歸國將達彥的藝術交給櫻子。
吉村多美 - 阿知波悟美
達彥的前奶媽。
阿文 - 藻田留理子
「山長」的店員。
松浦種 - 秋山菜津子
金的妹妹。
松浦利雄 - 六角精兒
種的丈夫。
松浦太郎 - 鈴木駿介
種和利雄的兒子。

### 岡崎的其他人
齊藤直道 - 劇團一人
岡崎的示範學校的物理教師。偶然之下成為寄宿在有森家的客人，是櫻子的初戀情人。一度和櫻子訂下婚約，但是由於養父的貿易公司欠下巨債，不願意連累櫻子而主動解除婚約。櫻子和達彥結婚時親赴婚宴祝賀。
Master Hiro - Bro.TOM
櫻子和達彥光顧的咖啡廳「馬賽」的店主。
西野靜子 - 木村綠子
櫻子女校時期的音樂教師。
高野薰子 - 松本真理香
櫻子女校時期的好友。後來到東京的雜誌社工作。
高島専藏 - 大八木淳史
清志的父親。
小林 - 平田滿
內科醫師。負責醫治患有結核的櫻子。
耕輔 - 大竹浩一（少年時代 - 下山葵）
治 - 裴正明（少年時代 - 水田吏維也）
清志的豬朋狗友。
美彩 - 北原綠
和代 - 春田瑠里
好子 - 阿部麻似子
櫻子女校時期的朋友。

### 東京的人們
杉冬吾 - 西島秀俊
栗樹莊的住客，津輕出身才華橫溢的青年画家。角色原型是原作者的父親太宰治。沒有謀生能力，但具有寬宏的氣度。與櫻子的大姐笛子相愛結婚，生下加壽子、亨、由紀子三個孩子。他也是櫻子暢談人生的好友，在戰爭末期的最艱難階段，幫助櫻子走出絕境，他和櫻子互相產生了微妙的感情。不過兩人都沒有任由感情放縱，而是及時抑制了情愫。
杉加壽子 - 櫻井詩月→奥山志紀→佐佐木麻緒
笛子和冬吾生下的第一個孩子，長女。
杉亨 - 真柄直輝→本川嵐翔→澀谷武尊
笛子和冬吾生下的第二個孩子，長男。天生患有眼疾，將來可能會失明。在櫻子的耳濡目染之下，小時候音樂素養就很高。
花岡八州治 - 相島一之
栗樹莊的住客。冬吾的好友。
野上八重 - 原千晶
以畫家為目標的栗樹莊的住客。
橘麻里 - 椋木美羽
栗樹莊的住客。舞廳的舞女，為自己年紀漸大過氣而煩惱。
小野寺初美 - 田熊靖子
栗樹莊的住客。大阪出身。以成為法國號吹奏家為目標，四次考取東京音樂學校終於合格。愛慕達彥。。
守田敏 - 若林久彌
以畫家為目標的栗樹莊的住客。八重的戀人。後來出徵戰死。
鮎川和之 - 荒川優
以畫家為目標的栗樹莊的住客。實際上是磯和周助的兒子。
鮎川周助 - 中山仁
磯在東京期間發生不倫之戀的對象，貿易商人。大老婆沒有兒子，於是將與磯產下的兒子和之作為嫡子撫養。戰後正式和磯結婚。
西園寺公麿 - 長谷川初範
東京音樂學校的教授、鋼琴家。開辦有私塾「西園寺塾」，偶然發掘櫻子的才能，不斷在音樂上指導櫻子，同時也是櫻子的人生導師。後來受軍部壓迫，不得不前往滿洲。戰後歸國，重新開展音樂活動。
秋山均 - 半海一晃
爵士薩克斯風演奏者。被西園寺發掘才能，勸說他去東京音樂學校深造。
松尾 - 村杉蟬之介
西園寺的助手。
岩見澤瑠璃子 - 初音映莉子
「西園寺塾」的學生。
岡村伊藏 - 外波山文明
櫻子為賺取學費而在食堂打工的主人。
鈴村士郎 - 苅谷俊介
隣組的組長。
鈴村浩樹- 高橋和也
士郎的兒子。
鈴村幸 - 岩本千波→新井優歌
東京大空襲造成的戰災孤兒，一個人在路邊哭泣被杏子發現。後來杏子和浩樹結婚，收養了她成為養女，三人組成新家庭。

### 其他
河原亮一 - 池田鐵洋
名古屋的資本家。和杏子相親結婚，但從經常對杏子暴力對待，兩人後來離婚。
河原幸惠 - 山田昌
亮一的繼母。
御崎志麻子 - 光浦靖子
冬吾原先的相親對象。
若山哲平 - 途中慎吾
戰場上與達彥同一部隊的士兵。
若山百合子 - 木村多江
哲平的姊姊。
島本醫生 - 阿部六郎
小林醫生 - 平田滿
村木教頭 - 市川勇
澤井梅 - 木野花
坂口良太 - 橫田剛基
櫻子任爵士樂老師時指導的學生。
其他演員：天野勝弘、村澤壽彥、楠見彰太郎、世古陽丸、永田惠悟、野村信次、二宮弘子、恩田惠美子、笹木彰人、江口尚、田村直子、松本夢子、渡邉安理、吉川健、池波玄八、佐藤祐一、田邊愛美、長谷川公彥、土田足門、舟久保依吹、井之上隆志、木幡龍、吉本信也、九太朗、福田蘭、山本東、雨音惠、阿部朝子、高仁和繪、倉橋悅子、佐藤文雄、志村武宣、新井優歌、野口雅弘、木田有香、戒怜菜

## 各話資料
| 播放時間                                                  | 週數   | 話數    | 標題 | 導演                         | 收視率 |
| --------------------------------------------------------- | ------ | ------- | ---- | ---------------------------- | ------ |
| 4月3日—4月8日                                             | 第1週  | 1—6     |      | 小松隆                       | 19.6%  |
| 4月10日—4月15日                                           | 第2週  | 7—12    |      | 小松隆                       | 19.7%  |
| 4月17日—4月22日                                           | 第3週  | 13—18   |      | 田中健二                     | 18.5%  |
| 4月24日—4月29日                                           | 第4週  | 19—24   |      | 田中健二                     | 19.9%  |
| 5月1日—5月6日                                             | 第5週  | 25—30   |      | 小松隆                       | 19.6%  |
| 5月8日—5月13日                                            | 第6週  | 31—36   |      | 田中健二                     | 20.1%  |
| 5月15日—5月20日                                           | 第7週  | 37—42   |      | 海邊潔                       | 19.4%  |
| 5月22日—5月27日                                           | 第8週  | 43—48   |      | 海邊潔                       | 18.8%  |
| 5月29日—6月3日                                            | 第9週  | 49—54   |      | 福井充廣                     | 20.5%  |
| 6月5日—6月10日                                            | 第10週 | 55—60   |      | 小松隆                       | 19.5%  |
| 6月12日—6月17日                                           | 第11週 | 61—66   |      | 田中健二                     | 20.2%  |
| 6月19日—6月24日                                           | 第12週 | 67—72   |      | 海邊潔                       | 19.6%  |
| 6月26日—7月1日                                            | 第13週 | 73—78   |      | 福井充廣                     | 23.0%  |
| 7月3日—7月8日                                             | 第14週 | 79—84   |      | 小松隆                       | 21.2%  |
| 7月10日—7月15日                                           | 第15週 | 85—90   |      | 田中健二                     | 20.5%  |
| 7月17日—7月22日                                           | 第16週 | 91—96   |      | 福井充廣                     | 22.3%  |
| 7月24日—7月29日                                           | 第17週 | 97—102  |      | 石塚嘉                       | 19.8%  |
| 7月31日—8月5日                                            | 第18週 | 103—108 |      | 大關正隆                     | 19.8%  |
| 8月7日—8月12日                                            | 第19週 | 109—114 |      | 田中健二                     | 21.8%  |
| 8月14日—8月19日                                           | 第20週 | 115—120 |      | 石塚嘉                       | 22.6%  |
| 8月21日—8月26日                                           | 第21週 | 121—126 |      | 大關正隆                     | 20.6%  |
| 8月28日—9月2日                                            | 第22週 | 127—132 |      | 田中健二、松川博敬、熊野律時 | 21.0%  |
| 9月4日—9月9日                                             | 第23週 | 133—138 |      | 石塚嘉                       | 21.7%  |
| 9月11日—9月16日                                           | 第24週 | 139—144 |      | 岡本幸江                     | 22.9%  |
| 9月18日—9月23日                                           | 第25週 | 145—150 |      | 岡本幸江                     | 24.2%  |
| 9月25日—9月30日                                           | 第26週 | 151—156 |      | 田中健二                     | 21.8%  |
| 平均收視率 19.4%（收視率關東地區·Video Research調查數據） |        |         |      |                              |        |

### 總集編
- 第1回
- 第2回
- 第3回
- 最終回

## 播放時間
首播
- 毎週星期一 - 星期六 7:30 - 7:45（NHK衛星第2）
- 毎週星期一 - 星期六 7:45 - 8:00（NHK數位衛星高清頻道）
- 毎週星期一 - 星期六 8:15 - 8:30（NHK綜合、NHK數位綜合）

再播放
- 毎週星期一 - 星期六 12:45 - 13:00（NHK綜合、NHK數位綜合）
- 毎週星期六 9:30 - 11:00（NHK衛星第2） ※一週間的六話連播
7月5日的綜合頻道由於朝鮮導彈飛射試驗而暫停，使第14週的重播時間有所調整

特別編
- 頻道：NHK綜合、NHK數位綜合
  - 播放日期：2006年5月3日
  - 播放時間：8:35 - 9:25

特別編（播放結束後）「純情閃耀SPECIAL ～櫻子和達彥，愛的軌跡～」
- 頻道：NHK綜合、NHK數位綜合
  - 播放日期：2006年12月16日（再放送：2006年12月29日）
  - 播放時間：21:00 - 23:00（再放送：8:00 - 10:00）

總集編
- 頻道：NHK衛星第2
  - 播放日期：2006年12月25日 - 12月28日
  - 播放時間：（各日）8:30 - 9:15

5月的特別編以外解說播放（5月的特別編立體聲播放）
重播
- 頻道：NHK數位衛星高清頻道
  - 播放日期：2008年9月29日 - 2009年3月28日（10/21～10/25、11/1、11/8、12/28-1/4暫停）
  - 播放時間：星期一 - 星期六 19:45 - 20:00

11月6日、13日從19:30起兩話連播、3月24～27日從19:00起四話連播
其他電視台播放
- 頻道：SKY!家庭劇場
  - 播放時間：星期一 - 星期五 10:00 - 10:30 （2010年9月23日 完）

　※2010年6月6日～　第1話起，每週重播十話
播放時間：毎週日曜日 07:00 - 09:55 （2010年9月26日 07:00 - 08:55 完）

## 外部連結
- （日語）官方網站 NHK
- （繁體中文）官方網站 （页面存档备份，存于） 緯來日本台

## 節目的變遷
| 日本 NHK 晨間小說連續劇                    | 日本 NHK 晨間小說連續劇                           | 日本 NHK 晨間小說連續劇 |
| ------------------------------------------ | ------------------------------------------------- | ----------------------- |
|                                            | 純閃耀 （2006年4月3日－2006年9月30日）            |                         |
| 風中的小遙 （2005年10月3日－2006年4月1日） | 芋頭、章魚、南瓜 （2006年9月30日－2007年3月31日） |                         |

| 緯來日本台 週一至週五 22:00至23:00      | 緯來日本台 週一至週五 22:00至23:00        | 緯來日本台 週一至週五 22:00至23:00 |
| --------------------------------------- | ----------------------------------------- | ---------------------------------- |
|                                         | 櫻子 （2010年3月2日－2010年5月12日）      |                                    |
| 天地人 （2009年12月24日－2010年3月1日） | 白色榮光 （2010年5月13日－2010年5月27日） |                                    |